# Stazione di Tradate
La stazione di Tradate è una stazione ferroviaria posta sulla linea Saronno-Laveno, a servizio dell'omonima città.

## Movimento
La stazione è servita da treni regionali ed espressi svolti da Trenord nell'ambito del contratto di servizio stipulato con la Regione Lombardia..
Inoltre la stazione è servita dai treni RegioExpress RE1 Laveno - Varese - Saronno - Milano.